# 걸즈토크
《걸즈토크》(ガールズトーク)는 대한민국의 여자 그룹 카라의 일본 데뷔 앨범이자 첫 번째 정규음반이다. 2010년 11월 24일 발매되었다.

## 특징과 대표곡
- 1번째 트랙 점핑은 두 번째 싱글이다.
- 2번째 트랙 미스터는 첫 번째 싱글이다.
- 4번째 트랙 Sweet Days는 4번째 미니앨범 Jumping의 수록곡 With의 일본어 버전이다.
- 5번째 트랙 SOS는 카라 주연 드라마 URAKARA의 오프닝 테마이다.
- 6번째 트랙 Love is는 4번째 미니앨범 Jumping의 수록곡 Love is의 일본어 버전이다.
- 7번째 트랙 Binks는 4번째 미니앨범 Jumping의 수록곡 Binks의 일본어 버전이다.
- 8번째 트랙 Burn는 4번째 미니앨범 Jumping의 수록곡 Burn의 일본어 버전이다.
- 9번째 트랙 Lupin는 3번째 미니앨범 Lupin의 수록곡 Lupin의 일본어 버전이다.

## 트랙 리스트
CD
1. "ジャンピン" (Jumping)
2. "ミスター" (Mister)
3. "ベイビー・アイ・ニード・ユー" (Baby I Need You)
4. "スウィートデイズ" (Sweet Days)
5. "SOS"
6. "ラブ・イズ" (Love is)
7. "ビンクス" (Binks)
8. "アンブレラ" (Umbrella)
9. "バーン" (Burn)
10. "ルパン" (Lupin)

DVD
- "ジャンピン" (Jumping) (Smart Sports Ver 뮤직비디오) (버전 A)
- Making of "ジャンピン" (Jumping) (Smart Sports Ver 뮤직비디오) (버전 A)
- Offshot footage from the album cover shoot (버전 A)
- "スウィート・デイズ (オリジナル・ヴァージョン)" (Sweet Days (Original Version)) (버전 C)
- "ラブ・イズ (オリジナル・ヴァージョン) (Love is (Original Version)) (버전 C)
- "ビンクス (オリジナル・ヴァージョン) (Binks (Original Version)) (버전 C)

## 차트
| 차트                                | 최고 순위 |
| ----------------------------------- | --------- |
| 오리콘 주간 음반 차트               | 2         |
| 빌보드 재팬 연간 음반 차트 (2011년) | 9         |

### 판매량 및 인증
| 차트                            | 총계                    |
| ------------------------------- | ----------------------- |
| 오리콘 피지컬 판매량            | 400,000+                |
| 일본 레코드 협회 실제 출하 인증 | 더블 플레티넘(500,000+) |